# アーサー・ボーウェン・デービス
アーサー・ボーウェン・デービス（Arthur Bowen Davies、1863年9月26日 - 1928年10月24日）はアメリカ合衆国の画家である。ロバート・ヘンライ(1865-1929年)らが作ったグループ、「The Eight」のメンバーとなった。神話や寓話など、幻想的な題材を描くことを好み、「象徴主義」 の画家の一人ともされる。

## 略歴
ニューヨーク州のユーティカに生まれた。幼い頃にニューヨークの展覧会で風景画家、ジョージ・イネスの作品を見て強い印象を持ったと伝えられる。家族とシカゴに移った後、1879年から1882年の間、シカゴの美術学校(Academy of Design）で学んだ後、Art Institute of Chicagoでも学び、ニューヨークに移った。ニューヨークでは雑誌の挿絵画家になった。
ロバート・ヘンライやジョージ・ラクスらと知り合い、美術家グループ、「The Eight」のメンバーとして1908年にニューヨークの画廊で開かれたグループ展に出展した。1912年にヘンリー・フィッチ・テイラーから「アメリカ画家・彫刻家協会」( Association of American Painters and Sculptors) の会長の職を引き継ぎ、1914年まで会長を務め、1913年にアメリカで初めて開かれた大規模な国際美術展、アーモリーショーの開催に貢献した。

## 作品

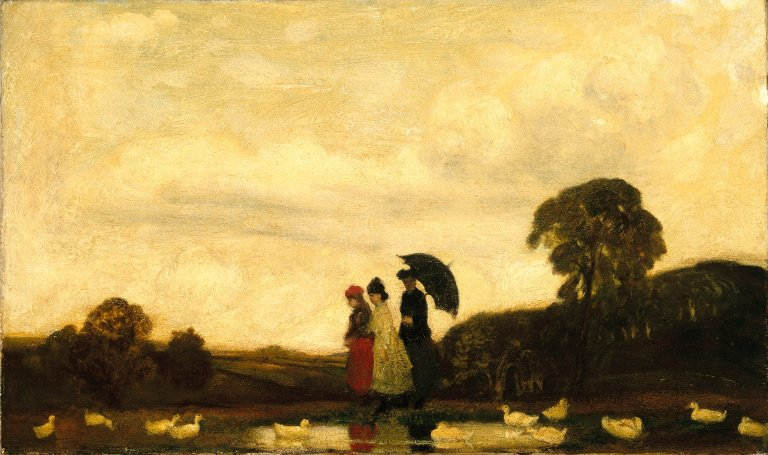
(1895,1896)
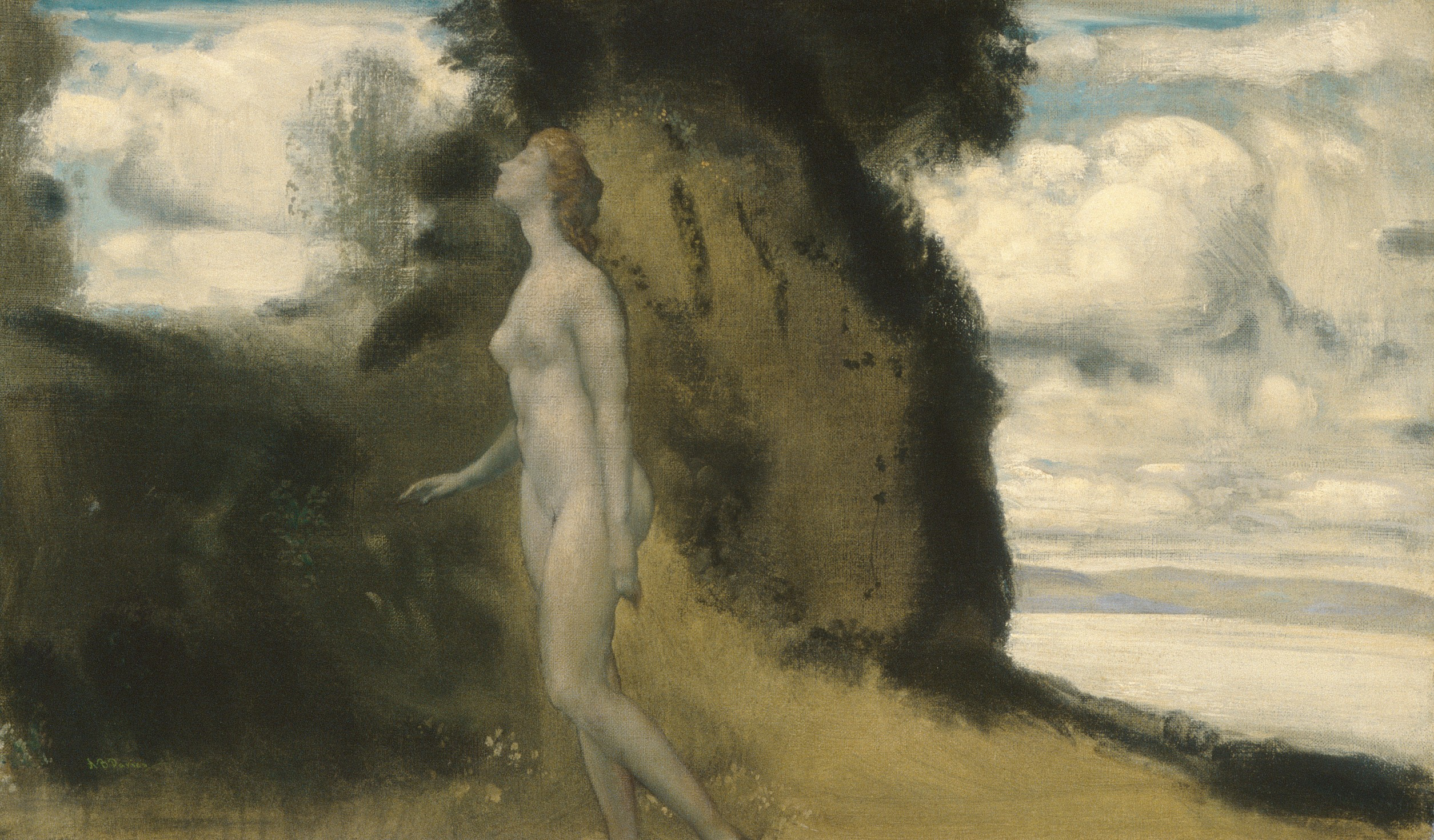
"A Measure of Dreams" (c.1908)
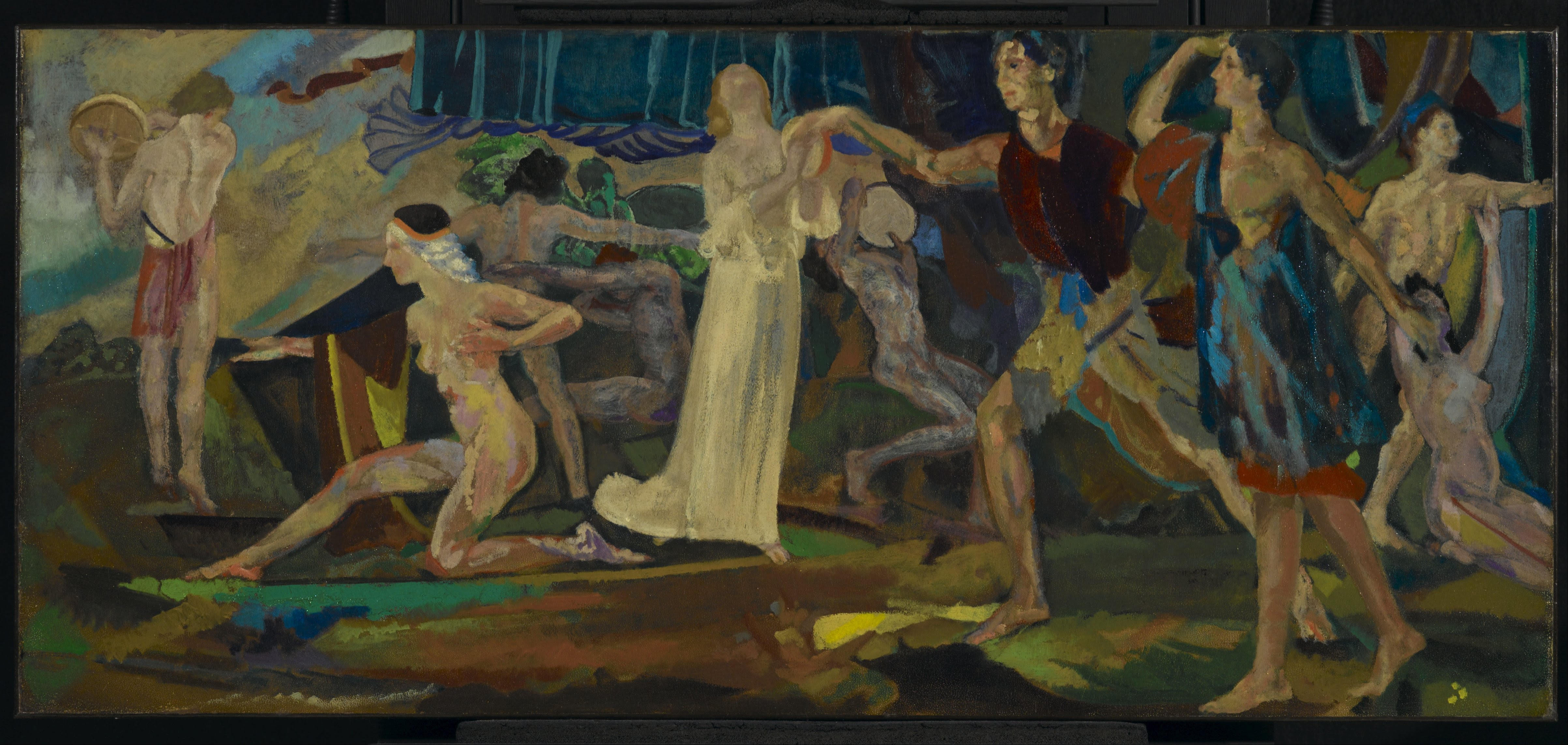
Freshness of the Wounded (1917)

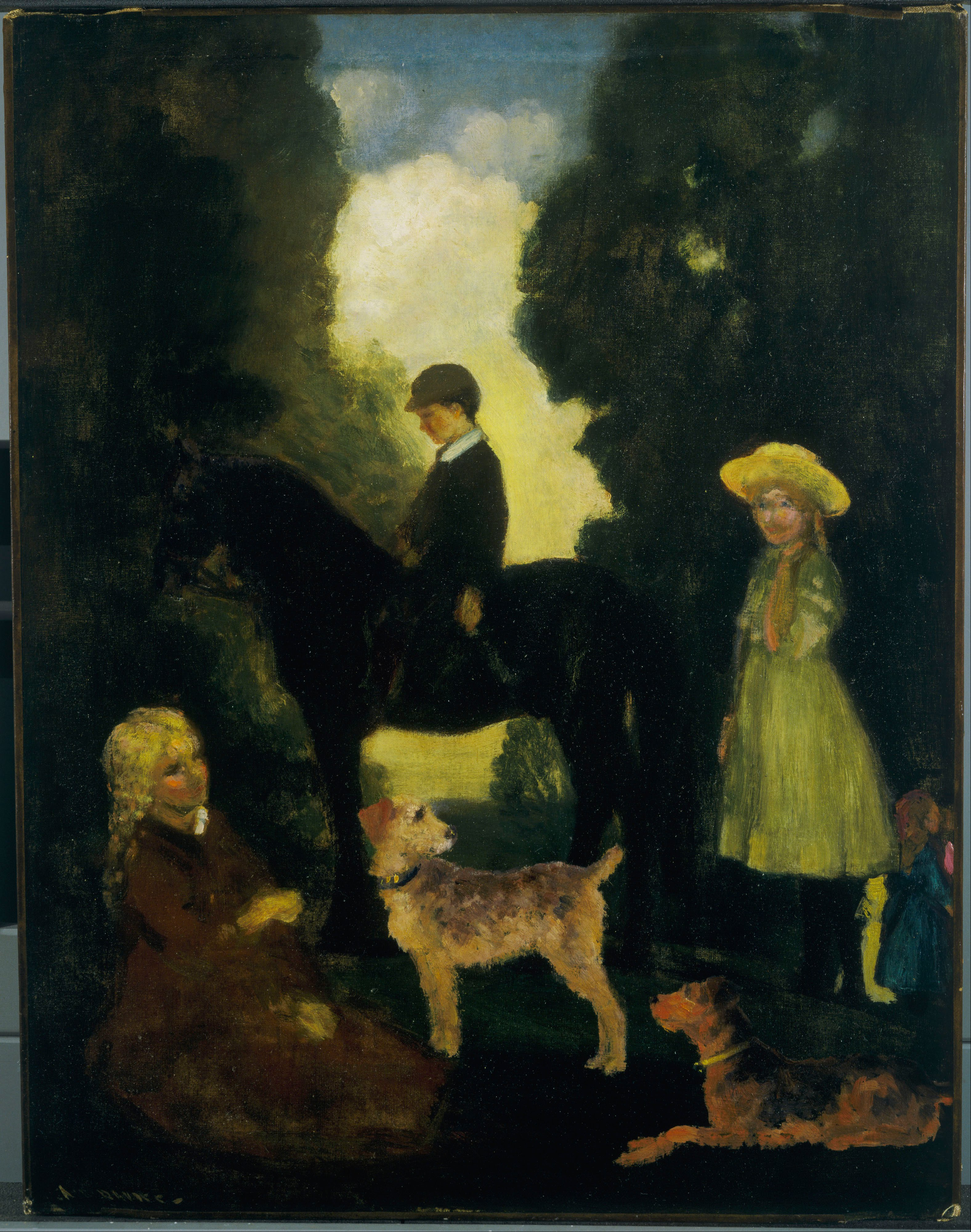
"Children, Dogs and Pony" (1905)
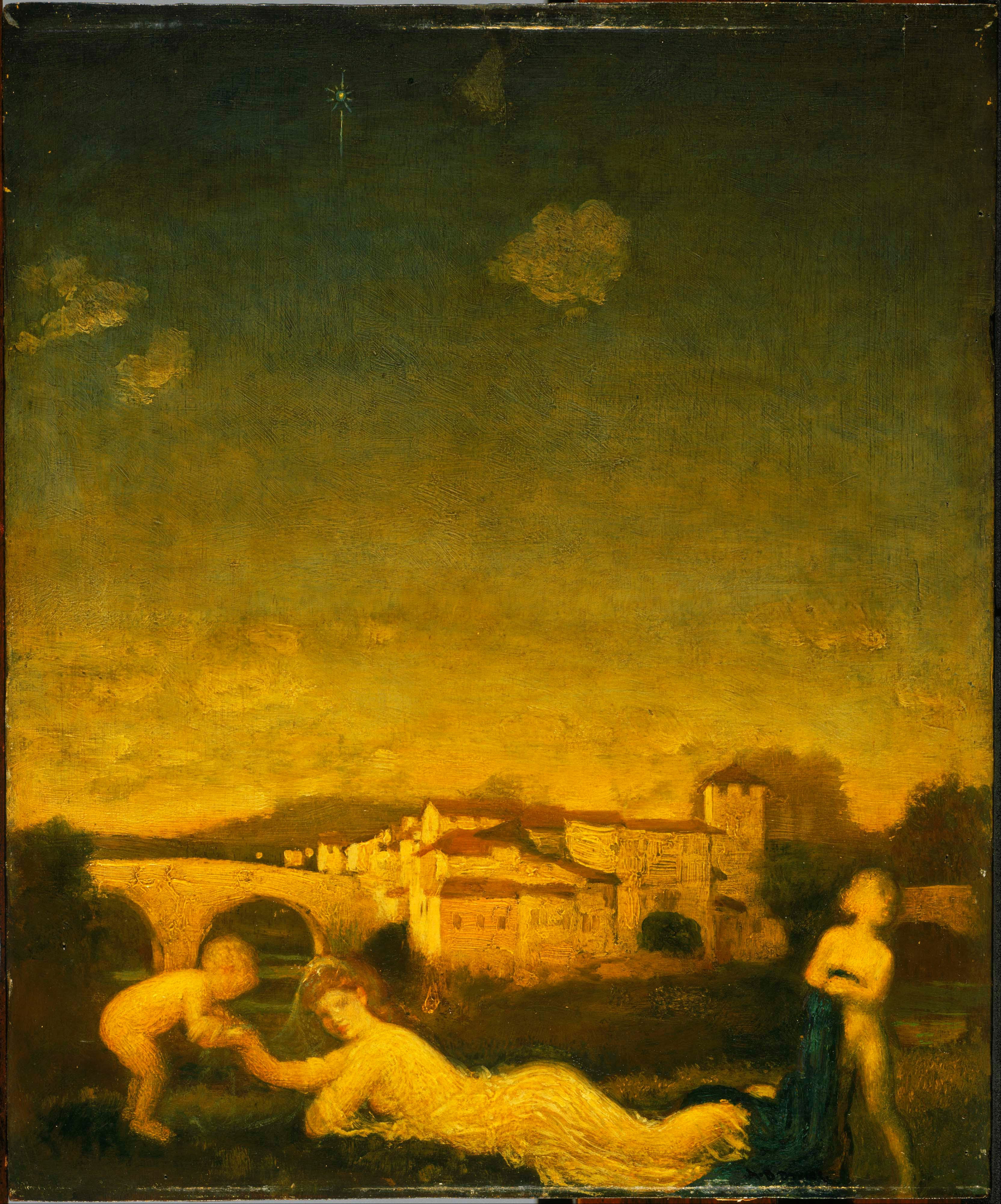
Viola Obligato (1895)
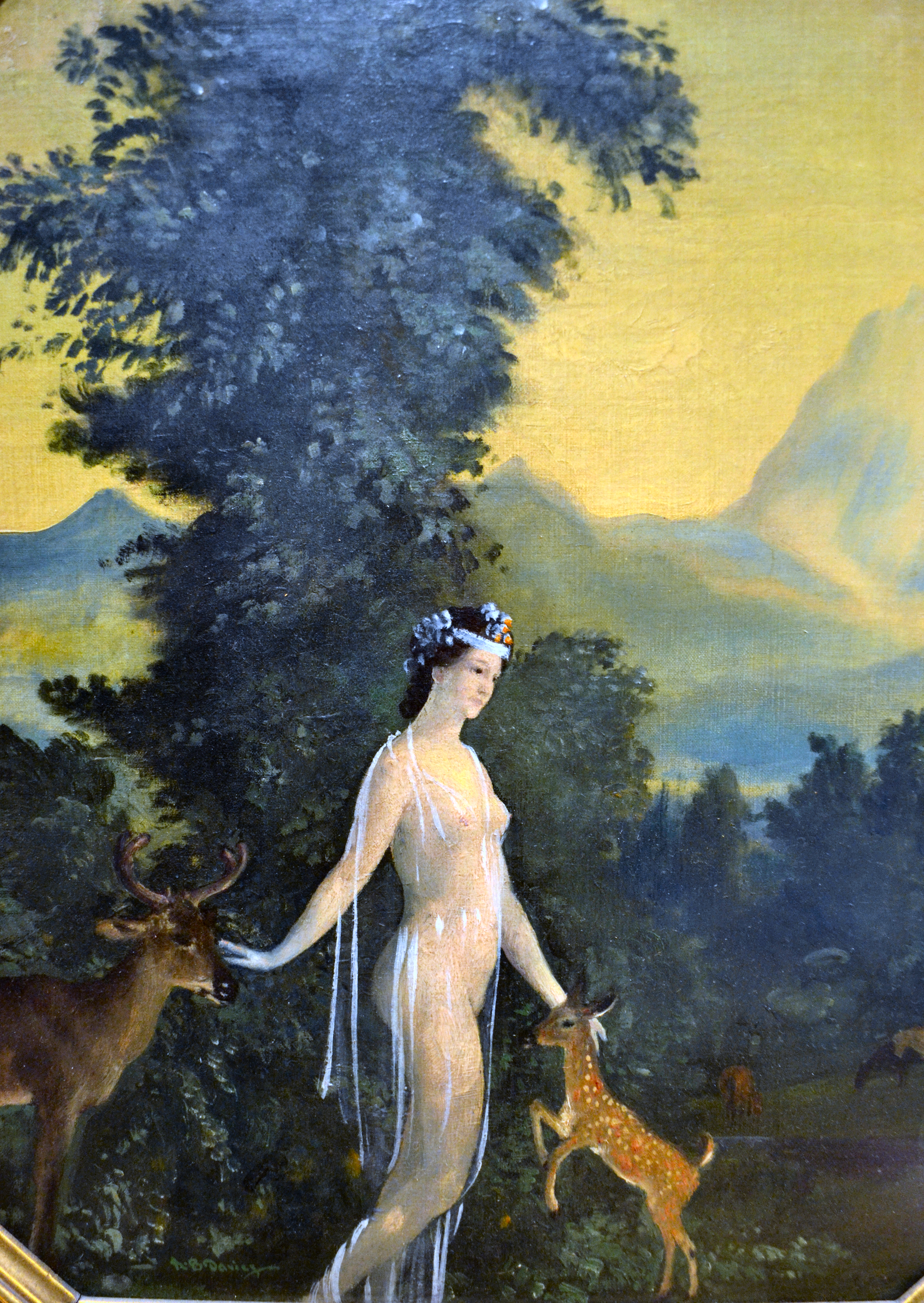
(by1909)
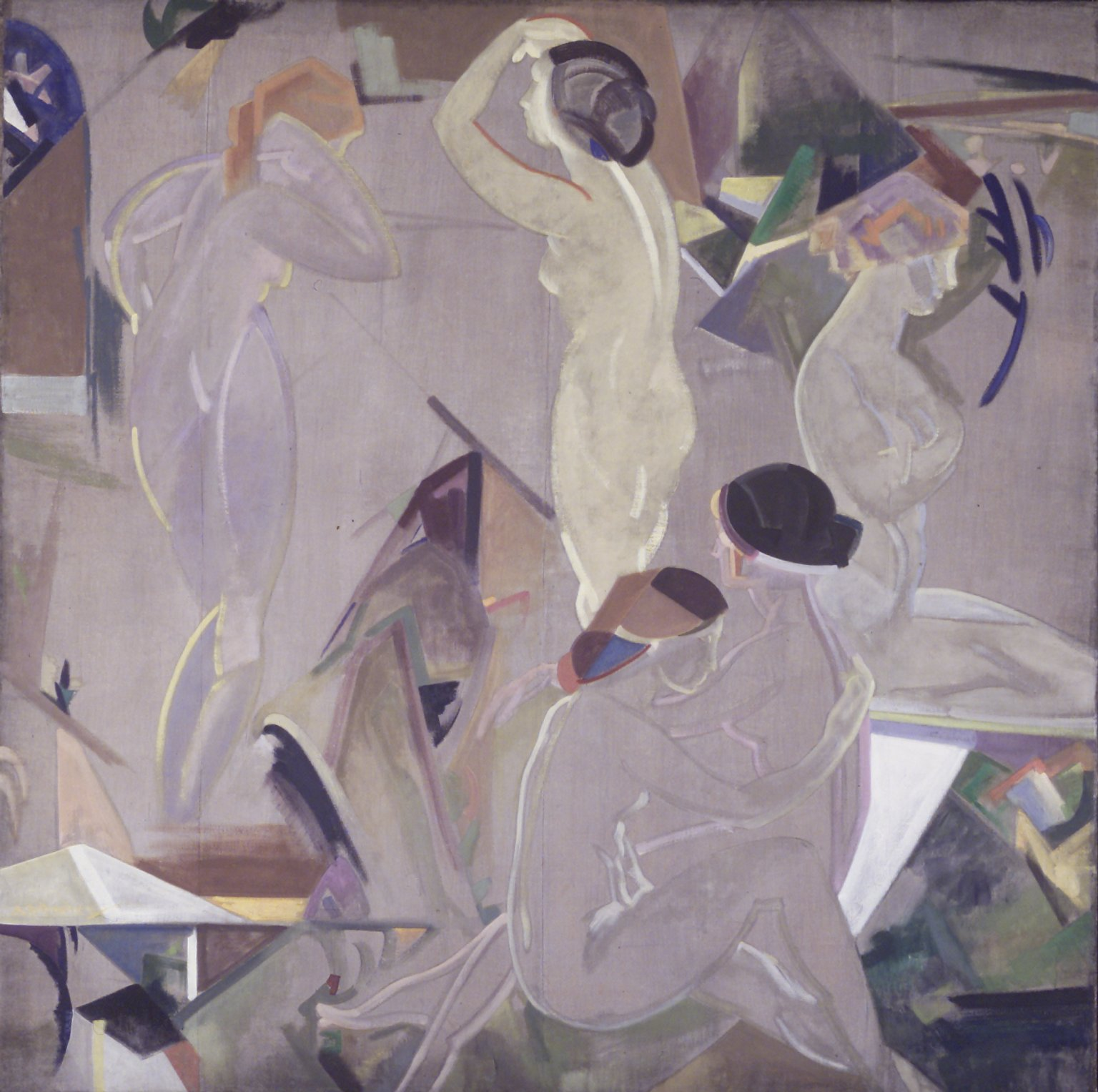
(c.1915)